# Märtyrer von Daimiel

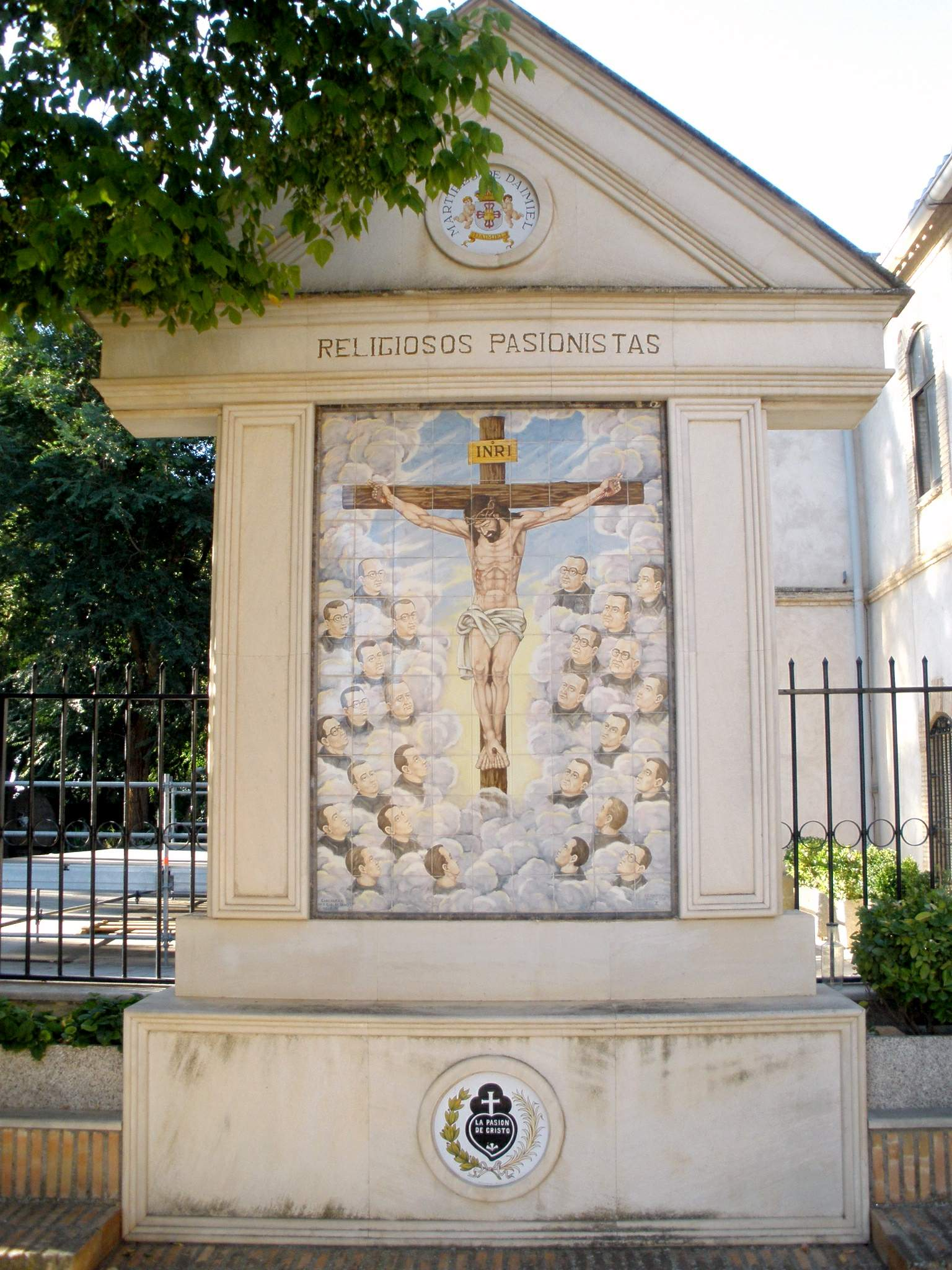
Gedenkstätte für die 26 Märtyrer in Daimiel

Die Passionisten-Märtyrer von Daimiel (auch die 26 Märtyrer von Daimiel oder Seliger Nicéphoro und Gefährten) waren eine Gruppe von Ordensangehörigen der katholischen Ordensgemeinschaft der Passionisten, die während des Spanischen Bürgerkrieges von linken Milizen getötet wurden. Sie wurden 1989 von Papst Johannes Paul II. seliggesprochen. Ihr Gedenktag ist der 24. Juli.

## Geschehnisse im Jahr 1936
Am 17./18. Juli kam es in Spanien zu einem Militärputsch, der sich gegen die demokratisch gewählte republikanische Regierung wandte und der  Auftakt zum Spanischen Bürgerkrieg war. Unterstützt wurde der Putsch von Monarchisten, Rechtsrepublikanern, Großgrundbesitzern, Falangisten und der spanischen katholischen Kirche. Zwischen Juli und Dezember 1936 übernahmen lokale linke Milizen die Kontrolle über die Straßen und übten Gewalt gegen diejenigen aus, die sie als ihre Feinde betrachteten. Dazu gehörten auch die Ordensleute, die wegen ihres traditionell konservativen Status und ihrer Nähe zur Oberschicht verfolgt wurden.
Am 21. Juli 1936 um 23.30 Uhr begab sich eine Gruppe bewaffneter Männer zum Passionistenkloster Santo Cristo de la Luz (Heiliger Christus des Lichtes) in der spanischen Stadt Daimiel. In dem Ausbildungskloster für Priester der Gemeinschaft wohnten zu jener Zeit 30 Ordensangehörige, von denen die Mehrheit Seminaristen waren, die anderen Priester und einige Laienbrüder. Wie der Passionisten-Priester Gregor Lenzen in seinem 2023 erschienenen Buch Martyrium der Liebe. Die Passionisten-Märtyrer von Daimiel  darstellt, ließ der Provinzial der Gemeinschaft, Pater Nicéforo de Jésus, der sich zu diesem Zeitpunkt als Besucher im Kloster befand, die Mitglieder der Gemeinschaft wecken, als er die Bewaffneten hörte. Daraufhin habe der Pater den Anwesenden der Gemeinschaft die Generalabsolution erteilt und die Kommunion ausgeteilt.
Anschließend seien die Ordensleute  gezwungen worden, die Kirche zu verlassen und von den Bewaffneten zum örtlichen Friedhof gebracht worden. Wider Erwarten hätten die bewaffneten Männer die Passionisten freigelassen, sie jedoch aufgefordert, die Gegend zu verlassen und nicht zurückzukehren. Daraufhin hätten sie sich in kleinere Gruppen aufgeteilt und den Plan gefasst, sich in Madrid wieder zu vereinen. Jedoch seien die Informationen über sie an andere bewaffnete Gruppen weitergegeben worden. In der Zeit vom 23. Juli bis 23. Oktober 1936 sind 26 der Ordensangehörigen aus dem Kloster Daimiel aufgespürt und getötet worden.
Am 23. Juli 1936 wurden Pater Nicéforo und vier weitere seiner Mitbrüder erschossen, während sieben zunächst schwer verwundet überlebten. Einer erlag seinen Verletzungen im Krankenhaus, die anderen sechs wurden drei Monate später, am 23. Oktober 1936, durch ein Erschießungskommando hingerichtet. Eine Gruppe von neun weiteren Passionistenbrüdern wurde am Morgen des 23. Juli vor den Toren Madrids erschossen. Drei weitere Passionisten fanden am Bahnhof von Urdà am Morgen des 25. Juli durch Schüsse den Tod. Zwei Brüdern, Pater Juan Pedro de San Antonio, Vikar des Klosters, und dem älteren Bruder und Pförtner, Pablo María de San José, gelang es, zu Fuß Carrion de Calatrava in Ciudad Real zu erreichen, wo sie sich zwei Monate lang versteckt hielten. Doch auch sie wurden entdeckt und am 25. September erschossen.

## Liste der Getöteten
Es starben (in Klammern jeweils der bürgerliche Name):
- Pater Nicéforo de Jesús y María (Vincente Díez Tejerina), Provinzialoberer (* 17. Februar 1893, † 23. Juli 1936)
- Pater Germán de Jesús y María (Manuel Pérez Jiménez), Oberer der Gemeinschaft (* 7. September 1898, † 23. Juli 1936)
- Pater Juan Pedro de San Antonio (José María Bengoa Aranguren) (* 19. Juni 1890, † 25. September 1936)
- Pater Felipe del Niño Jesús (Felipe Valcobado Granado) (* 26. Mai 1874, † 23. Juli 1936)
- Pater Ildefonso de la Cruz (Anatolio García Nozal) (* 15. März 1898, † 23. Oktober 1936)
- Pater Pedro del Corazón de Jesús (Pedro Largo Redondo) (* 19. Mai 1907, † 25. Juli 1936)
- Pater Justiniano de San Gabriel de la Dolorosa (Justiniano Cuesta Redondo), (* 19. August 1910, † 23. Oktober 1936)
- Bruder Pablo María de San José (Pedro Leoz Portillo) (* 17. Februar 1882, † 25. September 1936)
- Bruder Benito de la Virgen de Villar (Benito Solana Ruiz) (* 17. Februar 1882, † 25. Juli 1936)
- Bruder Anacario de la Immaculada (Anacario Benito Lozal) (* 23. September 1906, † 23. Juli 1936)
- Seminarist Felipe de San Miguel (Felipe Ruiz Fraile) (* 6. März 1915, † 23. Juli 1936)
- Seminarist Eufrasio del Amor Misericordioso (Eufrasio de Celis Santos) (* 13. März 1913, † 23. Oktober 1936)
- Seminarist Maurilio del Niño Jesús (Murilio Macho Rodríguez) (* 15. März 1915, † 23. Juli 1936)
- Seminarist Tomás del Santísimo Sacramento (Tomás Cuartero Gascón) (* 22. Februar 1915, † 23. Oktober 1936)
- Seminarist José María de Jesús y María (José María Cuartero Gascón) (* 24. April 1918, † 23. Oktober 1936)
- Seminarist José de los Sagrados Corazones (José Estalayo García) (* 17. März 1915, † 23. Juli 1936)
- Seminarist José de Jesús y María (José Osés Sáinz) (* 29. April 1915, † 23. Juli 1936)
- Seminarist Julio del Corazón de Jesús (Julio Mediavilla Concejero) (* 7. Mai 1915, † 23. Juli 1936)
- Seminarist Félix de las Cinco Heridas (Félix Ugalde Ururzun) (* 6. November 1915, †25 September 1936)
- Seminarist José María de Jesús Agonizante (José María Ruiz Martínez) (3. Februar 1916, † 23. Juli 1936)
- Seminarist Fulgencio del Corazón de María (Fulgencio Calvo Sánchez) (* 12. Mai 1916, † 23. Juli 1936)
- Seminarist Honorino de Nuestra Señora de los Dolores (Honorio Carracedo Ramos) (* 21. April 1916, † 23. Oktober 1936)
- Seminarist Laurino de Jesús Crucificado (Laurino Proaño Cuesta) (* 14. April 1916, † 23. Juli 1936)
- Seminarist Epifanio de San Miguel (Epifanio Sierra Conde) (* 12. Mai 1916, † 23. Juli 1936)
- Seminarist Abilio de la Cruz (Abilio Ramos y Ramos) (* 22. Februar 1917, † 23. Juli 1936)
- Seminarist Zacarías del Santísimo Sacramento (Zacarías Fernández Crespo) (* 24. Mai 1917, † 23. Juli 1936)[5]

Die Mehrheit der Getöteten waren Studenten; sechzehn von ihnen waren zwischen 18 und 21 Jahre alt.

## Seligsprechung
Das Seligsprechungsverfahren der Passionisten-Märtyrer von Daimiel wurde im Jahr 1984 eröffnet. Am 28. November 1988 wurden sie zu „Ehrwürdigen Dienern Gottes“ erklärt. Die Seligsprechung nahm Papst Johannes Paul II. am 1. Oktober 1989 in Rom vor. Ihre Reliquien werden in der Krypta des Klosters von Daimiel aufbewahrt und verehrt.